# Sri Lanka na Letnich Igrzyskach Olimpijskich 2024
Sri Lanka na Letnich Igrzyskach Olimpijskich 2024 – występ kadry sportowców reprezentujących Sri Lankę na igrzyskach olimpijskich, które odbyły się w Paryżu we Francji, w dniach 26 lipca – 11 sierpnia 2024.
Reprezentacja Sri Lanki liczyła sześciu zawodników – trzy kobiety i trzech mężczyzn, którzy wystąpili w 3 dyscyplinach.
Był to dziewiętnasty start reprezentacji Sri Lanki na letnich igrzyskach olimpijskich.

## Skład reprezentacji

### Badminton
| Zawodnik      | Konkurencja | Faza grupowa     | Faza grupowa     | Faza grupowa | 1/8 finału       | Ćwierćfinały     | Półfinały        | Finał            | Finał | Źródło |
| Zawodnik      | Konkurencja | Przeciwnik Wynik | Przeciwnik Wynik | Poz.         | Przeciwnik Wynik | Przeciwnik Wynik | Przeciwnik Wynik | Przeciwnik Wynik | Poz.  | Źródło |
| ------------- | ----------- | ---------------- | ---------------- | ------------ | ---------------- | ---------------- | ---------------- | ---------------- | ----- | ------ |
| V. Nettasingh | Singel (m)  | Popov P 0-2      | Lee P 0-2        | 3.           | NQ               | NQ               | NQ               | NQ               | 27.   | [ 1 ]  |

### Lekkoatletyka

#### Konkurencje biegowe
| Zawodnik              | Konkurencja | Eliminacje | Eliminacje | Repasaże | Repasaże | Półfinał | Półfinał | Finał | Finał   | Źródło |
| Zawodnik              | Konkurencja | Wynik      | Miejsce    | Wynik    | Miejsce  | Wynik    | Miejsce  | Wynik | Miejsce | Źródło |
| --------------------- | ----------- | ---------- | ---------- | -------- | -------- | -------- | -------- | ----- | ------- | ------ |
| Aruna Darshana        | 400 m (m)   |            |            |          |          |          |          |       |         |        |
| Tharushi Karunarathna | 800 m (k)   |            |            |          |          |          |          |       |         |        |

#### Konkurencje techniczne
| Zawodnik        | Konkurencja        | Kwalifikacje | Kwalifikacje | Finał | Finał   | Źródło |
| Zawodnik        | Konkurencja        | Wynik        | Miejsce      | Wynik | Miejsce | Źródło |
| --------------- | ------------------ | ------------ | ------------ | ----- | ------- | ------ |
| Dilhani Lekamge | Rzut oszczepem (k) | 53.66        | 32.          | NQ    | NQ      | [ 2 ]  |

### Pływanie
| Zawodnik           | Konkurencja               | Eliminacje | Eliminacje | Półfinał | Półfinał | Finał | Finał | Źródło |
| Zawodnik           | Konkurencja               | Czas       | Poz.       | Czas     | Poz.     | Czas  | Poz.  | Źródło |
| ------------------ | ------------------------- | ---------- | ---------- | -------- | -------- | ----- | ----- | ------ |
| Kyle Abeysinghe    | 100 m st. dowolnym (m)    | 51.42      | 54.        | NQ       | NQ       | NQ    | NQ    | [ 3 ]  |
| Ganga Senavirathne | 100 m st. grzbietowym (k) | 1:04.26    | 30.        | NQ       | NQ       | NQ    | NQ    | [ 4 ]  |